# (9987) Peano
(9987) Peano est un astéroïde de la ceinture principale.

## Description
(9987) Peano est un astéroïde de la ceinture principale. Il fut découvert le 29 juillet 1997 à Prescott par Paul G. Comba. Il présente une orbite caractérisée par un demi-grand axe de 2,25 UA, une excentricité de 0,09 et une inclinaison de 7,6° par rapport à l'écliptique.

## Compléments